# Divalentan
U hemiji, divalentan jon ili molekul ima valencu dva, te može da formira dve veze sa drugim jonima ili molekulima. U starijoj literaturi se može naići i na termin bivalentan.
Divalentni anjoni su atomi ili radikali sa dva dodatna elektrona u odnosu na njihovo elementarno stanje (drugim rečima, sa 2 elektrona više nego protona). Na primer, 2– je sulfidni anjon.
Divalentnom katjonu nedostaju dva elektrona u poređenju sa neutralnim atomom. Na primer, gvožđe (II) ili Fe2+ je divalentna katjonska forma gvožđa. Divalentni katjoni su prisutni u izobilju u tvrdoj vodi, na primer, kalcijum (Ca2+) i magnezijum (Mg2+). Ti jonski minerali u rastvoru daju vodi svojstva tvrdoće, kao što je formiranje naslaga kamenca.